# Ludus Magnus
Ludus Magnus или Большая школа гладиаторов — одна из четырёх школ гладиаторов в Древнем Риме, крупнейшая из них. Построена при Домициане (81—96 гг. н. э.) в ложбине между Эсквилином и Целием, рядом с Колизеем. Сегодня в раскопе между улицами Via Labicana и Via San Giovanni in Laterano видны развалины более позднего здания школы, относящегося к периоду Траяна (98—117 гг. н. э.).
Название школы и история её постройки известны из античных источников. Также Ludus Magnus изображена на одном из сохранившихся фрагментов Мраморного плана Рима, созданного при Септимии Севере в начале III века н. э.
В центре комплекса находился амфитеатр с ареной в форме эллипса 62 на 45 м. Здесь проходили тренировки гладиаторов. Его окружали трёхэтажные кирпичные казармы, где жили гладиаторы и обслуживающий персонал. Ludus Magnus была соединена с Колизеем подземным переходом, по которому гладиаторы попадали в помещения непосредственно под ареной последнего.
Как и Колизей, школа была заброшена после того, как в начале V века Гонорий запретил гладиаторские бои. В VI веке арена использовалась как кладбище.
Развалины были обнаружены в 1937 году.